# 旋風星冕儀

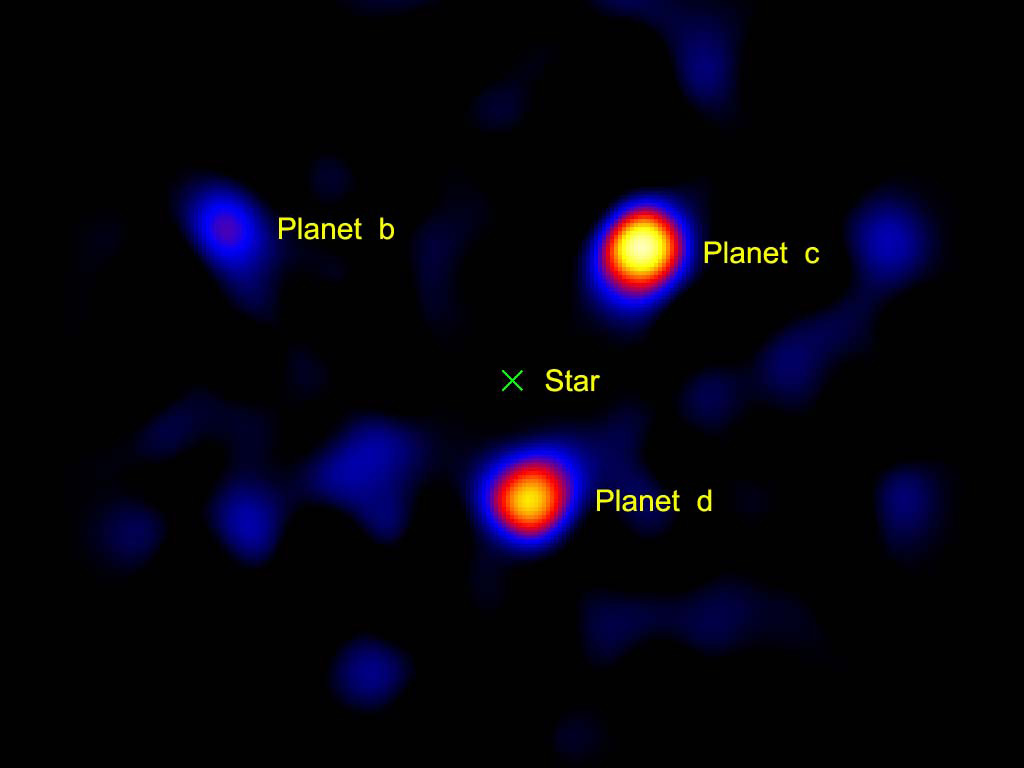
由威爾遜山天文台1.5米望遠鏡上的旋風星冕儀拍攝的HR 8799三顆行星影像。

旋風星冕儀（Vortex coronagraph），或有翻譯為渦狀日冕儀，是一種可以觀測極明亮物體周圍暗淡物體的光學儀器，而這些暗淡物體可能被明亮物體所發出光芒遮蓋，例如恆星周圍的太陽系外行星就可用該儀器以地球或太空望遠鏡直接攝影。該儀器屬於日冕儀的一個類型。

## 應用
天文學家直到2010年都只能在特殊狀況下以直接攝影法觀測到少數太陽系外行星。具體而言，必須是特別巨大的行星（比木星大）、距離母恆星足夠遙遠並且溫度夠高能釋放一定強度的紅外線才容易被直接拍攝到。不過在2010年一個 NASA 噴射推進實驗室的團隊證明旋風星冕儀可以讓口徑較小的望遠鏡直接拍攝到系外行星。該團隊使用威爾遜山天文台1.5米望遠鏡拍攝到了恆星HR 8799周圍的三顆系外行星。

## 外部連結
- An Optical Vortex Coronagraph